# Пирвели-Носири
Пирвели-Носири (груз. პირველი ნოსირი) — село в Грузии, на территории Сенакского муниципалитета края (мхаре) Самегрело-Верхняя Сванетия.

## География
Село находится в западной части Грузии, на левом берегу реки Техури, на расстоянии приблизительно 2 километров (по прямой) к юго-юго-востоку от города Сенаки, административного центра муниципалитета.

## Население
По результатам официальной переписи населения 2014 года в Пирвели-Носири проживало 719 человек (321 мужчина и 398 женщин). В национальной структуре населения грузины составляли 99,7 %.
| Год  | Население, человек |
| ---- | ------------------ |
| 2002 | 861                |
| 2014 | ↘ 719              |